# ديزني ماجيكال وورلد
ديزني ماجيكال وورلد (بالإنجليزية: Disney Magical World)‏ و (باليابانية: ディズニー マジックキャッスル マイ・ハッピー・ライフ) هي لعبة فيديو محاكاة حقيقة تم إنتاجها في سنة 2013 من قبل شركة نامكو لأجهزة نينتندو 3دي أس وهي من تطوير شركة بانداي نامكو إنترتينمنت، تعرض هذه اللعبة التحكم بشخصيات ديزني مثل ميكي ماوس وميني ماوس وشخصيات أخرى.